# Bonesteel (Dakota del Sur)
Bonesteel es una ciudad ubicada en el condado de Gregory en el estado estadounidense de Dakota del Sur. En el Censo de 2010 tenía una población de 275 habitantes y una densidad poblacional de 305,11 personas por km².

## Geografía
Bonesteel se encuentra ubicada en las coordenadas 43°4′39″N 98°56′48″O / 43.07750, -98.94667. Según la Oficina del Censo de los Estados Unidos, Bonesteel tiene una superficie total de 0.9 km², de la cual 0.9 km² corresponden a tierra firme y (0%) 0 km² es agua.

## Demografía
Según el censo de 2010, había 275 personas residiendo en Bonesteel. La densidad de población era de 305,11 hab./km². De los 275 habitantes, Bonesteel estaba compuesto por el 73.45% blancos, el 0% eran afroamericanos, el 22.91% eran amerindios, el 0% eran asiáticos, el 0% eran isleños del Pacífico, el 1.82% eran de otras razas y el 1.82% pertenecían a dos o más razas. Del total de la población el 4% eran hispanos o latinos de cualquier raza.